# 브란덴부르크 변경 대관구
브란덴부르크 변경 대관구(독일어: Gau Mark Brandenburg) 또는 개칭 전의 명칭인 쿠르마르크 대관구(독일어: Gau Kurmark)는 프로이센 자유주에 있었던 나치 독일의 대관구이다. 1935년 독일을 구성하던 각 연방국이 해체되고 대관구로 전부 개편되었다. 1940년, 쿠르마르크 대관구가 브란덴부르크 변경 대관구로 개칭되었다. 이 대관구는 1945년 나치 독일이 연합국에게 항복하면서 자동으로 해체되었다. 전후 대관구의 영토는 동독의 브란덴부르크주 일부가 되었으며, 오데르-나이세선 동쪽 지역은 폴란드 인민 공화국으로 넘어갔다. 이 대관구의 영토는 독일의 브란덴부르크 주와 폴란드의 루부시주가 대부분 가지고 있다.

## 역사
원래 나치의 대관구(Gau) 조직은 1926년 5월 22일 나치당 회의에서 지역당 조직 구조 개선을 목적으로 창립한 구역이었다. 이후 1933년 나치가 독일의 권력을 장악하면서 독일의 주 단위 행정구역이 당의 대관구 행정구역으로 대체되었다.
각 대관구를 지휘하는 대관구지휘자는 점점 더 권력이 세지면서 제2차 세계 대전 이후에는 외부에서 거의 간섭을 받지 않았다. 지역 대관구지휘자는 정당 행정 뿐 아니라 정부 직책에도 관여하여 선전 감시 등 다양한 작전을 수행했으며, 1944년 9월 이후에는 국민돌격대 소집과 각 대관구 방어작전 역할도 맡았다.
브란덴부르크 변경 대관구의 대관구지휘자는 1933년부터 1936년까지 빌헬름 쿠베가, 1936년부터 1945년까지 에밀 슈튀어츠가 맡았다.
이 대관구에는 라벤스브뤼크 강제 수용소 및 작센하우젠 강제 수용소가 있었다. 라벤스브뤼크 수용소에는 주로 여성들이 수감되어 있었다. 이 수용소에 수감되어 있던 132,000명 중 대략 92,000명이 사망하였다. 작센하우젠 수용소에 수감되어 있던 20만명 중 3만명 가까이가 사망하였다. 하지만, 이 수치에는 수용소로 가던 도중 사망하거나, 등록되지 않은 수감자나, 도착 직후 학살당한 사람의 숫자는 포함되어 있지 않다. 소련 전쟁포로는 후자의 경우에 대부분 속했었다.